# ديودوروس الصوري
ديودوروس الصوري (القرن الثاني ق.م.) هو فيلسوف يوناني، تزعم المدرسة المشائية.